# Gobron-Brillié

Gobron-Brillié (Гоброн-Брійе) — з 1898 року французький виробник автомобілів. Штаб-квартира розташована в місті Булонь-Біянкур. 1918 року компанія була перейменована на Gobron. 1930 року компанія припинила виробництво автомобілів.

## Гюстав Шарль-Алексіс Гоброн та Ежен Брійе. Заснування компанії
Гюстав Шарль-Алексіс Гоброн народився в 1847 році в Арденнах в сім'ї нотаріуса Порфіра Гоброна. Як і його старший брат, відомий французький політик часів зародження Третьої республіки, — Жуль Феррі, він закінчив юридичний факультет, і також був природженим оратором. Під час Франко-прусської війни в 1870 році, коли Париж виявився обложений пруссами, офіцер Гоброн покинув столицю на повітряній кулі, яка приземлилася в Нідерландах. Звідти він повернувся в Луари, де і розташовувалася його військова частина, продовживши битися проти пруссів. 1885 року майже половина виборців його округу проголосувала за нього на виборах, тим самим він став членом генеральної ради Арденн. Будучи вже немолодою людиною, він захоплюється автомобілями, і в 1898 році залишає пост директора у фірмі Godillots, яка мала великий контракт з французькою армією на поставку чобіт. Його компаньйоном став талановитий інженер Ежен Брійе і, разом викупивши приміщення в Булонь-сюр-Сен, вони засновують компанію Societé des Moteurs Gobron-Brillié.

## Початок виробництва автомобілів. Автомобілі Gobron-Brillié

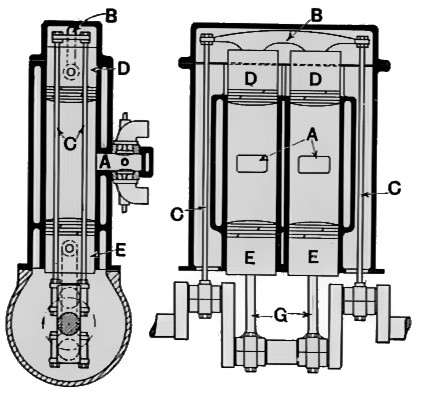
Схема роботи двигуна Gobron-Brillié

Всього через кілька місяців за ворота фабрики виїжджає двоциліндровий автомобіль Gobron-Brillié 8CV. Автомобіль відразу змушує говорити про себе, оскільки його силовий агрегат, розроблений Еженом Брійе, відрізнявся від усього того, що люди звикли бачити на саморушних екіпажах. При наявності всього двох вертикально розташованих циліндрів, об'ємом 1.6 л, у мотора було цілих чотири поршня, які рухалися вгору-вниз назустріч один одному. Поршні з нижнім розташуванням задіювали в рух колінвал, а верхні поршні, хід яких був коротший нижніх, з'єднувалися з колінчастим валом через систему тяг, коромисел і ексцентриків, при цьому мотор мав всього один розподілвал, а весь механізм був синхронізований. Займання палива відбувалося між поршнями, приблизно на середині ходу верхніх поршнів, на тому ж рівні були встановлені і свічки запалювання, а також впускні (праворуч від блоку) і випускні (ліворуч) клапани, що працювали за допомогою штовхачів. Не дивлячись на складність конструкції, система виявилася досить надійною і забезпечувала відмінну плавність роботи мотора, журналісти того часу порівнювали хід цього двоциліндрового двигуна з чотирициліндровими агрегатами.

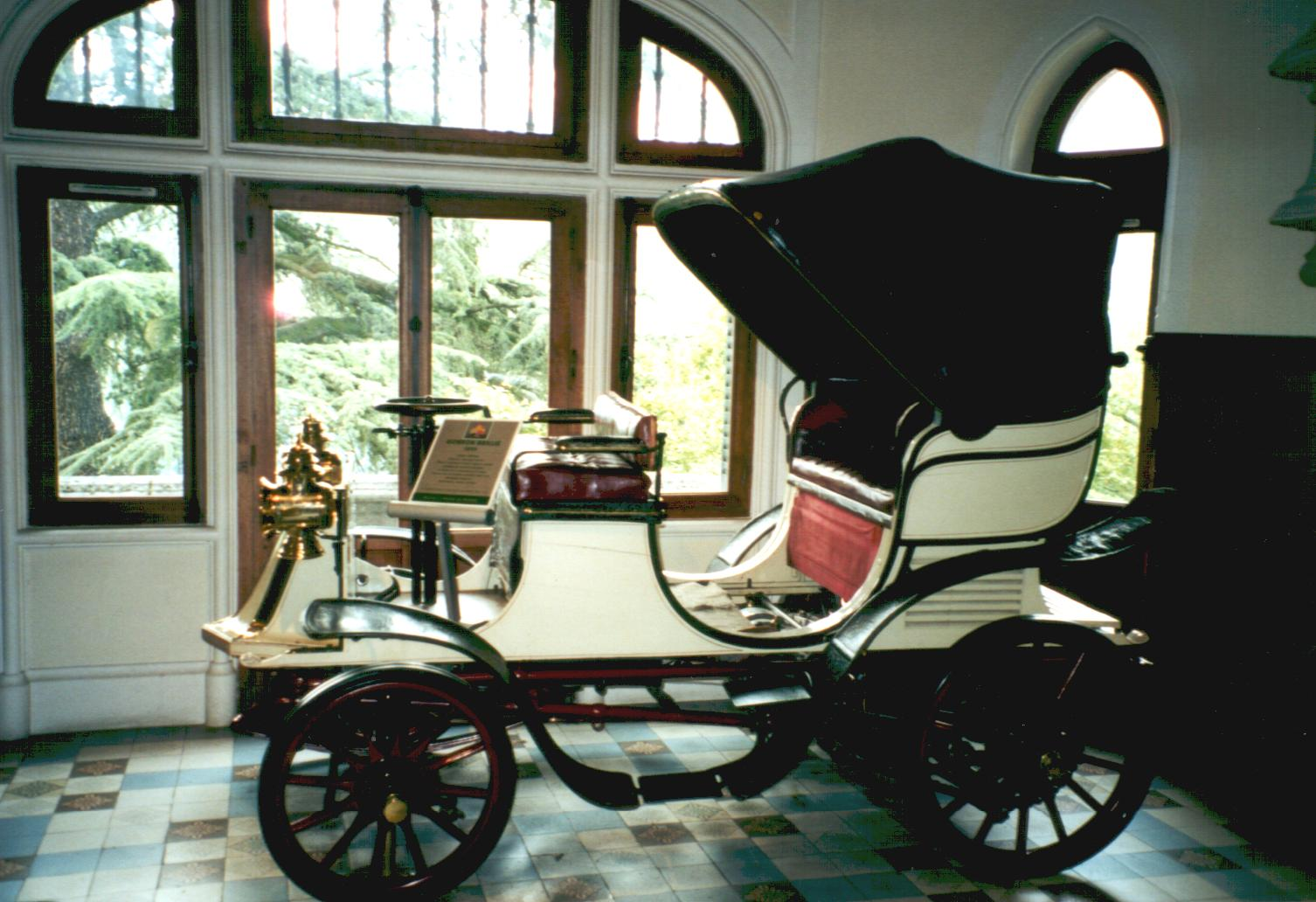
Gobron-Brillié 8CV Double Phäeton

Крім незвичайної конструкції двигуна, машина мала і незвичайну систему живлення, замість карбюратора була встановлена плунжерна система, яка могла подавати в камеру згоряння будь-який вид пального. Оскільки мотор міг працювати на етилованому спирті, а значить і на коньяку з бренді, то новинка стала мати попит в тих регіонах країни, де були складнощі з наявністю бензину, але з алкоголем ніяких проблем не було. Бачачи успіх цих автомобілів, ліцензію на виробництво цієї конструкції купує французька фірма Nancéenne, а незабаром дозвіл купує і бельгійський виробник зброї Nagant, з яким договір закінчився в 1905 році. Автомобіль відразу отримує низку нагород, як на виставках, так і на змаганнях. Наприклад, в 1899 році на виставці в Лондоні творці отримують золоту медаль за конструкцію автомобіля, а на гонках в Остенде гонщики, що брали участь на GB 8CV, приходять 2 і 3, а в гонках Булонь-сюр-Мер одна з машин зовсім фінішує першою.

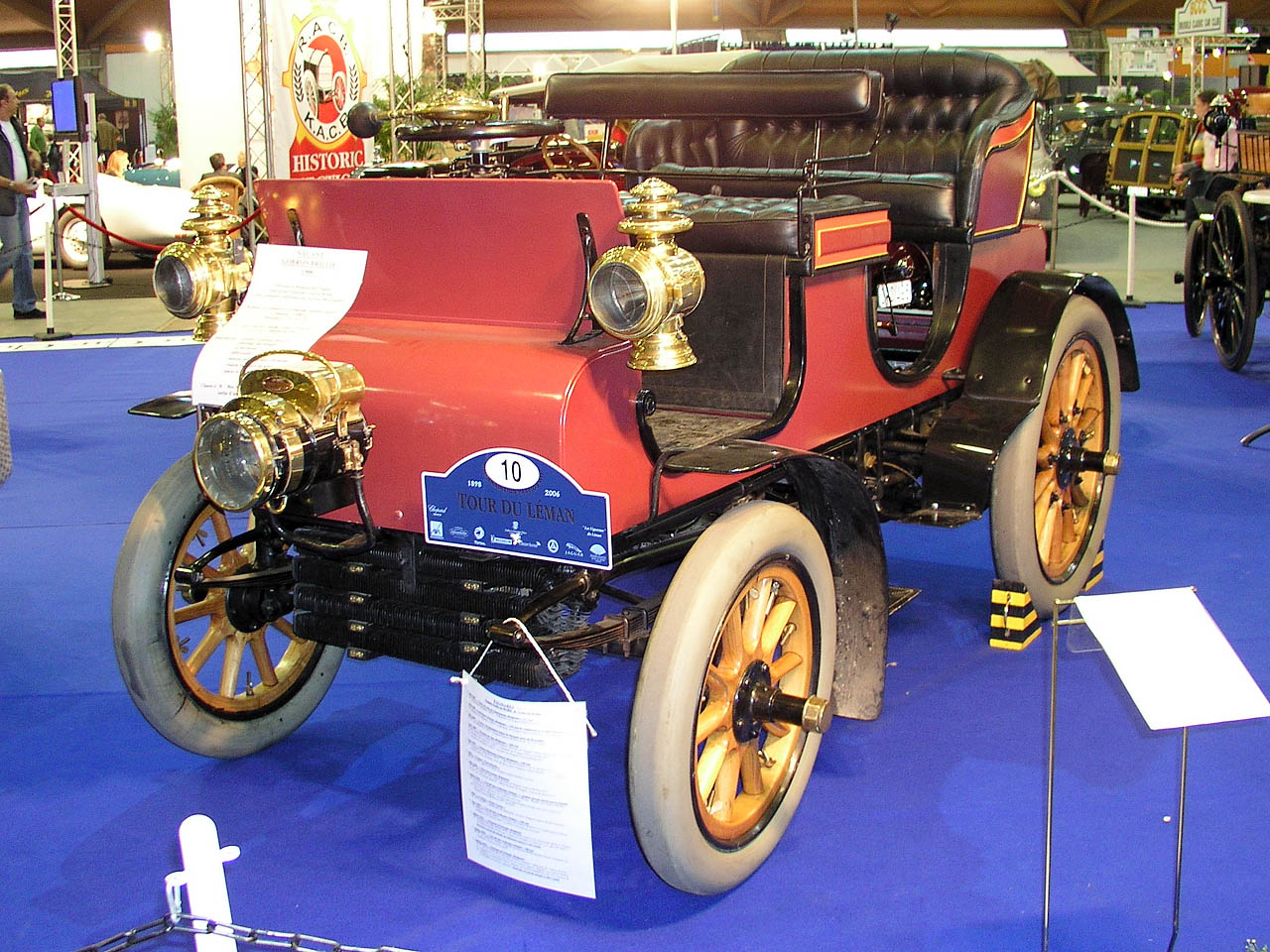
Nagant-Gobron 14/15CV

У 1900 році автомобіль на Всесвітній виставці, що проходила в Парижі, завойовує ще одну золоту медаль за конструкцію шасі і двигуна, до призової скарбнички додається нагорода, отримана на шоу в Монте-Карло, також автомобілі цієї марки займають перші позиції на фініші під час гонок в Льєжі і Спа. 1901 року з'являється потужніша модель з 10-сильним мотором, який був розташований спереду, автомобіль мав три швидкості передач, причому їх було три як при русі вперед, так і назад, максимальна швидкість дорівнювала 55 км на годину. Цей автомобіль виставляють на гонки Париж-Берлін, управляти ними беруться дружина Гоброна — Сюзанна Шерер і новий водій-випробувач компанії — Луї Еміль Ріголлі. Один із засновників фірми — Ежен Бійе виступав на ліцензійному Nancéenne традиційної конструкції, тобто із заднім розташуванням двигуна. На жаль, мадам Шерер змушена була зійти з гонок, а Ріголлі зміг показати тільки 39 результат. Бійе виступив краще, прийшовши до фінішу тридцять другим. Але не дивлячись на не найкращі місця, Міністерство сільського господарства Франції видає всім трьом золоті медалі за використання спирту і спиртних напоїв як застосовуваного палива. 1901 року починаються продажі автомобілів і в Англії, компанія з Іпсвіча Botwood and Egerton реалізовувала автомобілі, які могли їздити як на бензині, так і на алкоголі, під маркою Teras, встановлюючи на них свої кузови, продажі їх тривали до 1903 року, після чого Botwood and Egerton стала представляти інтереси британської марки Primus.
Через рік Ріголлі показує непоганий результат у марафоні Париж-Відень, де отримує золоту медаль за подолання одного кілометра за рекордний час, також він виграє в гонках місцевого значення в Шато-Тьєррі і Гайоні. У липні 1902 року Ріголлі виступав у гонках, що проходили в Арденнах, на новому чотирициліндровому 3.8 л автомобілі моделі 18CV. Не дивлячись на те, що кількість циліндрів збільшилася, конструкція мотора не змінилася, просто додався другий блок з парними циліндрами.

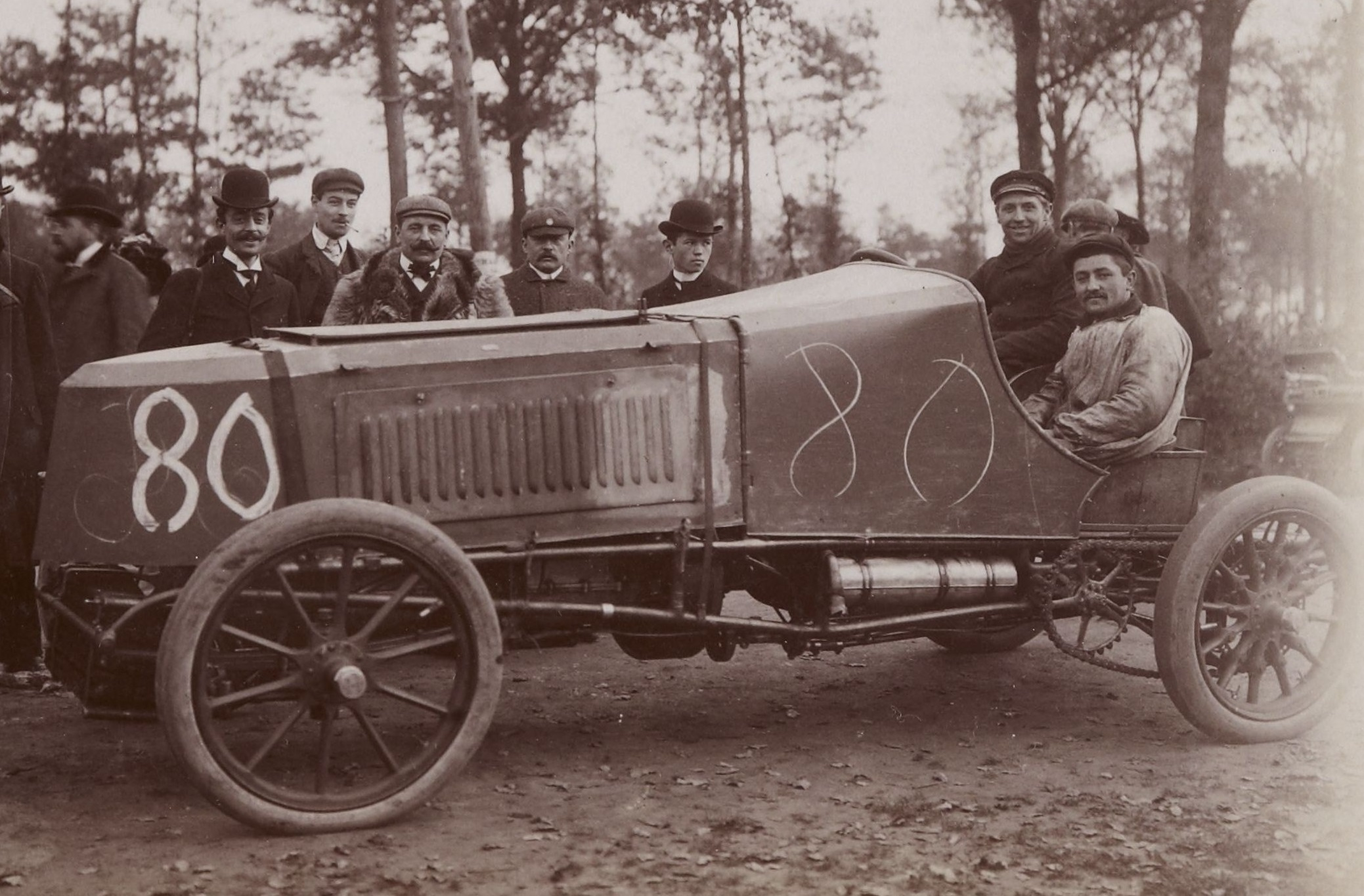
Артур Дюре за кермом Gobron-Brillié 100CV 1903 року

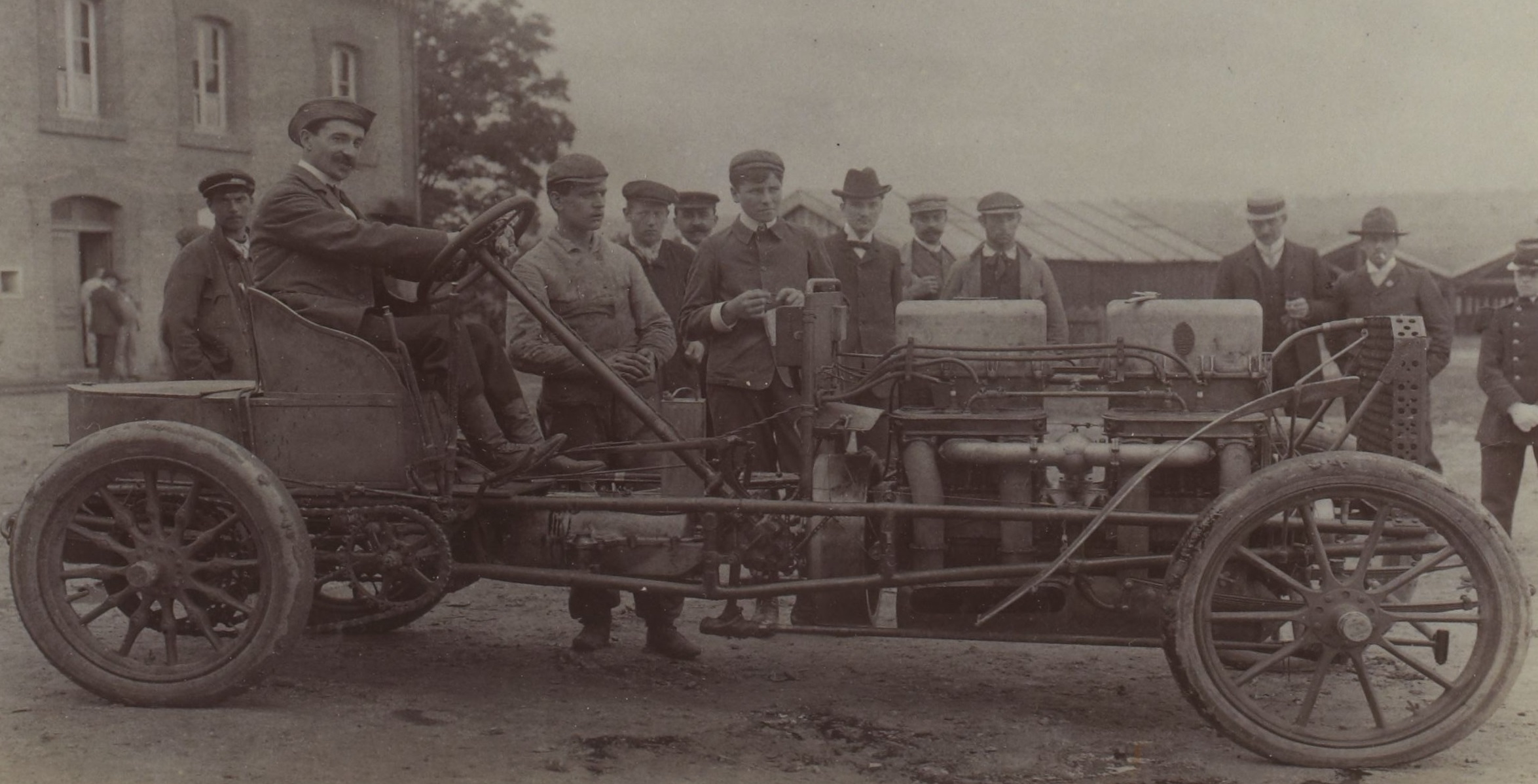
Gobron-Brillié 100CV

У 1903 році будується по-справжньому спортивний автомобіль з 12.3 л мотором, потужністю в 60 к.с., який швидко змінюється ще потужнішою 13.5 л 100-сильною моделлю, двигун якої отримав вперше в світі клапани з боковим розміщенням, 4-ступінчаста трансмісія мала ланцюговий привід задніх коліс. Ріголлі на такому автомобілі посідає перші призові місця в Лафре, Гайоні (Кубок Фігаро) і в Шато-Тьєррі, де Ріголлі і Дюре долають швидкісний рубіж за 100 км на годину. Також Ріголлі приходить другим після Габріеля, що виступав на Mors, в найвідоміших гонках 1903 року — Париж-Мадрид. На жаль, в лідери не вдалося вибитися Дюре і Кошлену, що керували такими ж автомобілями. У липні 1903 року Артур Дюре вирішив встановити рекорд швидкості на цій машині, вибравши як трасу нову дорогу, покладену в Остенде. Він розвиває швидкість в 134,303 км/год, ставши першою людиною, яка подолала рубіж в 80 миль на годину, побивши при цьому рекорд, встановлений фірмою Mors. Через чотири місяці, незадоволений своїм результатом, він розганяє свій Gobron-Brillié 100CV по дорозі в Дурдані до швидкості в 136 км на годину, що стає новим рекордом швидкості. До машини відразу виник непідробний інтерес, оскільки мотор у неї був нетиповий — з двома поршнями на циліндр.
Однак перемогу своїх автомобілів разом з фірмою не міг відсвяткувати Ежен Брійе, оскільки, не порозумівшись з Гоброном, він залишає фірму і йде на вільні хліби. Брійе засновує за допомогою компанії Schneider et Cie свою власну компанію — Société des Automobiles Eugène Brillié, яка буде випускати автомобілі цілком традиційної конструкції, оскільки право виробництва двопоршневих моторів залишалося за Gobron-Brillie. Ежен Брійе в 1906 році створить перший паризький автобус, в тому ж році він припинить випускати легковики, перейшовши на виробництво комерційного транспорту, в тому числі і тракторів, а в 1915 році створить перший французький танк Schneider CA1, коли автомобільне відділення Schneider et Cie буде вже належати організації Société d'Outilillage Mécanique et d'Usinage d'Artillerie. Фірма Schneider існує й донині, займаючись виробництвом електроніки. Однак, не дивлячись на те, що Брійе покинув компанію, продукція продовжувала носити і його ім'я на решітці радіатора.

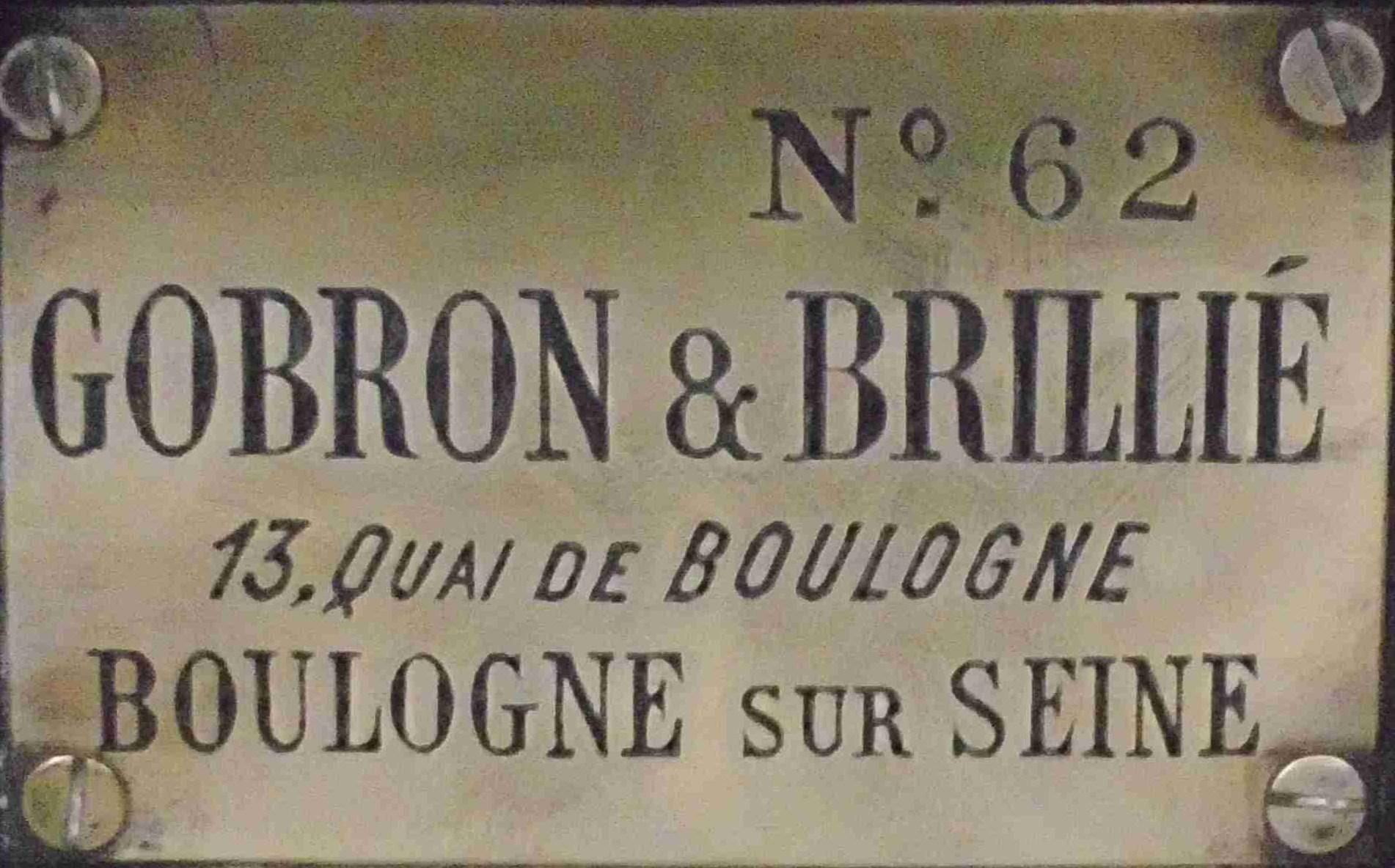
Логотип Gobron-Brillie

У 1904 році модельний ряд складався з двох моделей — 12CV з 2.3 л двоциліндровим мотором і чотирициліндровий 24/35CV з 4.6 л мотором, крім цього пропонувався і 13.5 л автомобіль, потужність якого була доведена до 110 к.с., потужність мотора була піднята завдяки заміні оригінальної системи живлення на звичайний карбюратор.

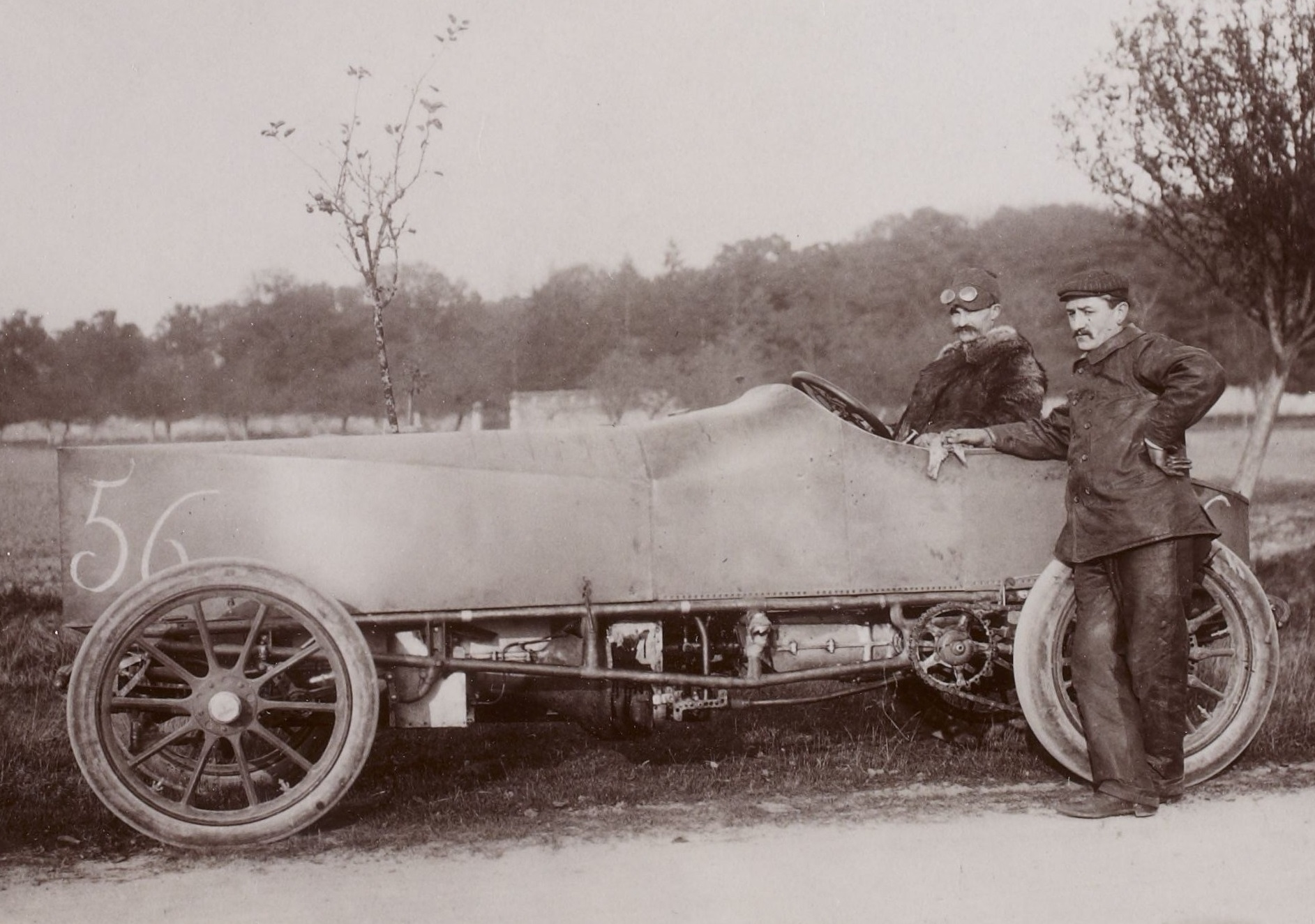
Ріголлі за кермом Gobron-Brillie 110CV 1904 року

Ріголлі вирішує поставити новий рекорд швидкості на автомобілі, який отримав клиноподібний передок, в останній день березня Ріголлі б'є рекорд фірми Mors, встановлений американцем Вантербільтом, показавши 152 км на годину. Але француз був не задоволений результатом, йому хотілося подолати психологічний бар'єр в 100 миль на годину, або 161 км/год. 21 липня 1904 року в Ніцці йому вдається подолати кілометровий відрізок за 21.6 секунди, що дорівнює 166 км на годину, або 103,56 милі на годину. Тим самим вдруге марка Gobron-Brillié долає важливу для людини швидкісну позначку, цього разу в 100 миль на годину. У підсумку за два швидкоплинних рекорди швидкості Ріголлі дістається два кубки від барона Ротшильда, який був організатором такого роду змагань, до них додаються кубки, виграні в Ла Тюрбо (1 і 2 місця), кубок за перше місце в Остенде і два кубки «Фігаро», привезених з Гайону.
Після такого успіху фірма вирішила виставити автомобілі на відбірковий тур Франції для участі в «Кубку Гордона Беннетта», але там ввели обмеження ваги — машина повинна була важити не більше тонни. З автомобілів познімали всі панелі кузова, проте машина все одно важила більше тонни, тоді пішли на видалення підсилювачів рами, що зіграло негативну роль під час гонок. Ріголлі, Бертон і Дюре сходять один за іншим, оскільки деталі охолодження просто відвалюються під час гонки. Проте розчарування від поразок нівелюється замовленням від братів Райт, які вирішують ставити на свої літаки серії Flight не тільки двигуни фірми Darracq, а й Gobron-Brillie.

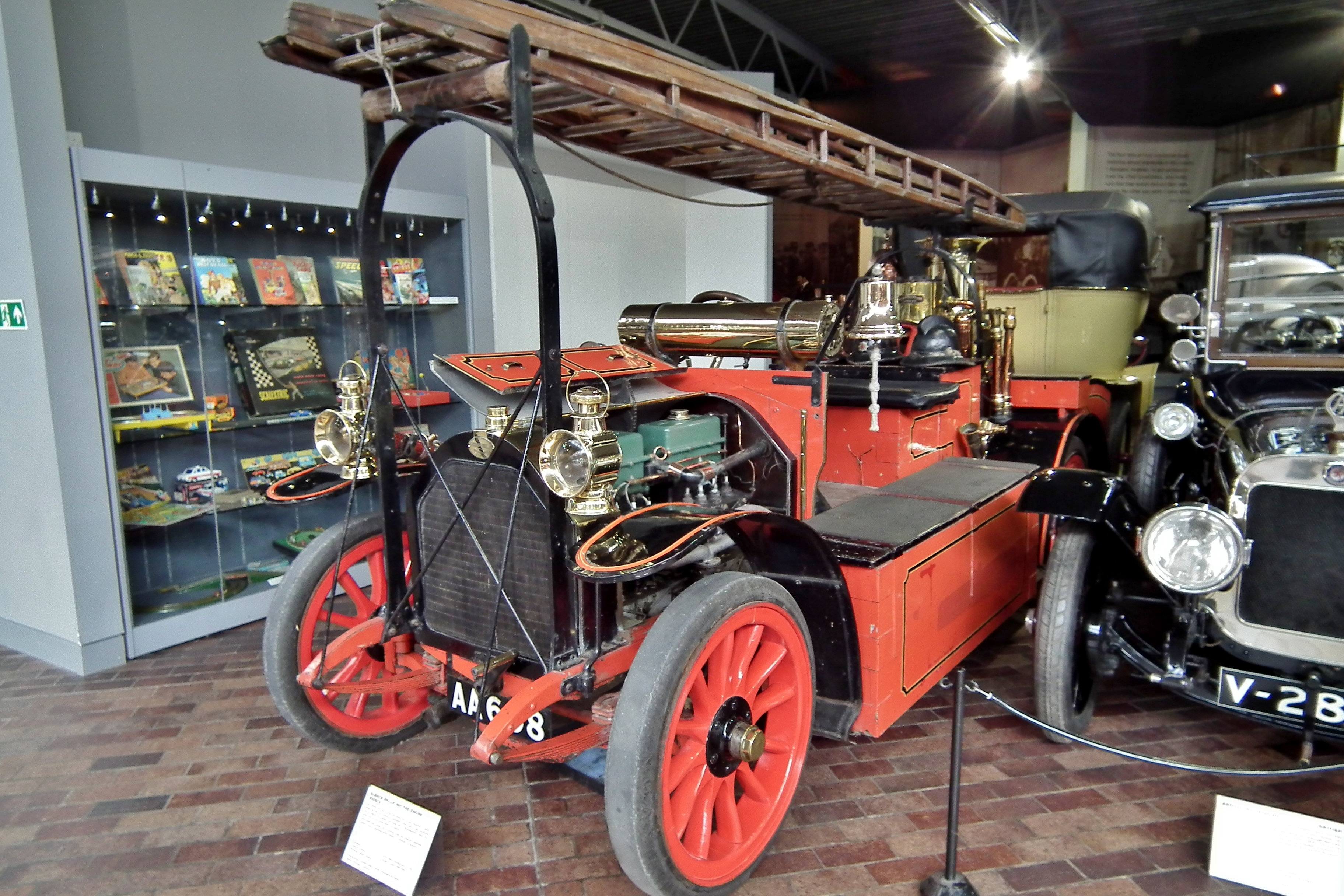
Gobron-Brillie 40/60HP 1907 року. Спочатку це був семимісний «турінг», проданий у Великій Британії, проте пізніше на машину встановили пожежне обладнання Merryweather, зняте зі старого гужового пожежного воза

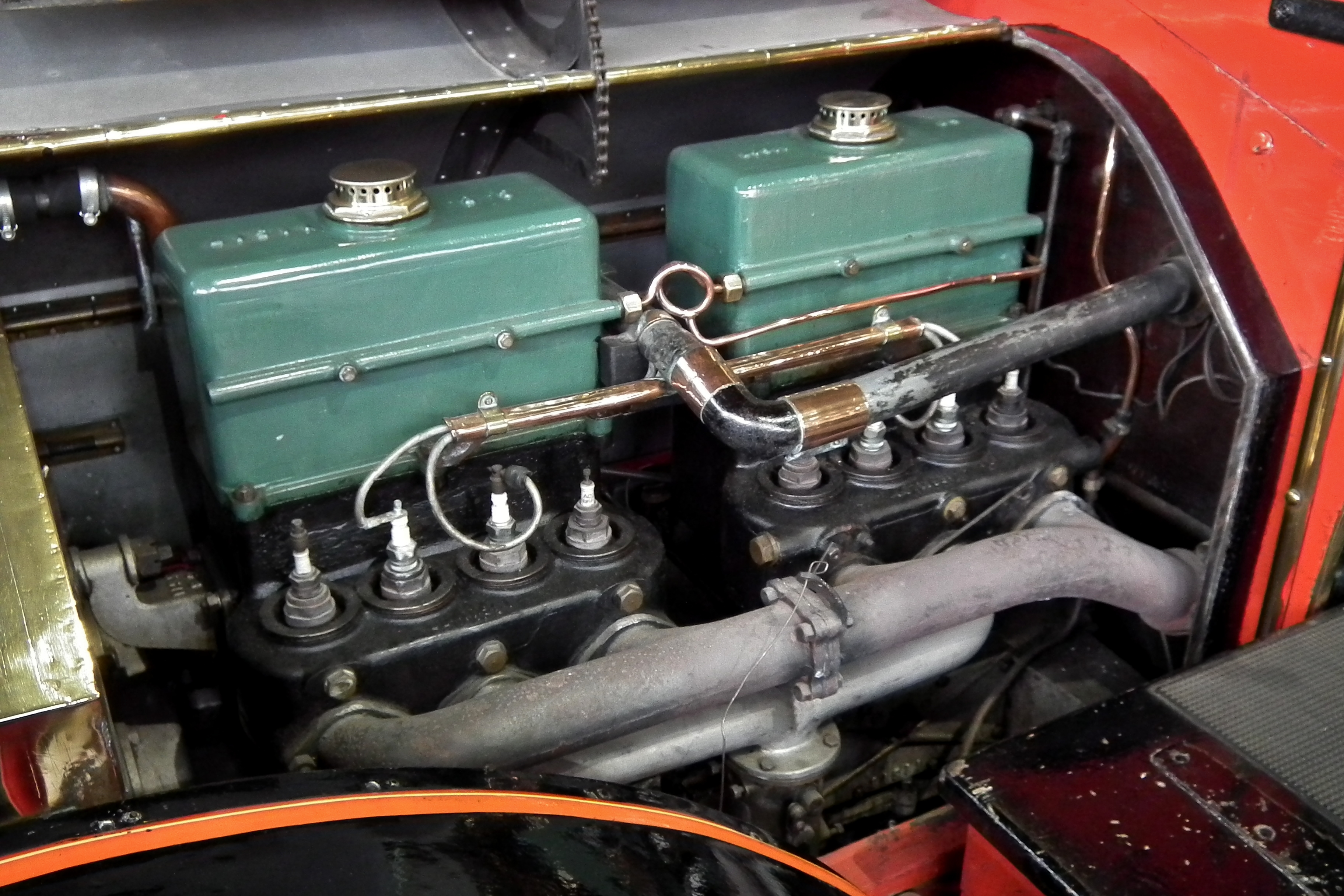
Двигун Gobron-Brillie 40/60HP 1907 року

У 1905 році удача знову відвертається від Ріголлі, він займає всього-лише восьму сходинку на фініші під час плей-оффу, знову тим самим не потрапивши на «Кубок Беннетта». Не дивлячись на чорну смугу в спорті, клієнти не відвертаються від виробника, за яким трималася слава виробника потужних і надійних автомобілів. У 1906 будується новий 7.6 л 60-сильний мотор для моделі 40/60HP, вона мала кнопку вимикання маси на панелі приладів, одним її натисканням можна було знеструмити двигун для його моментальної зупинки. Крім неї і моделі 24/35CV клієнтам пропонувалася і нова 11.4-літрова шестициліндрова машина — 60/75CV. Майже всі старші моделі цієї фірми мали подвійну ланцюгову передачу і спарені задні колеса, це стосувалося як серійних туристичних автомобілів, так і «болідів».
Тим часом Ріголлі виступає на Гран-прі АКФ 1906 року, що проходив у Ле-Мані, але не зовсім вдало, через місяць він все ж виграє на трасі Маас, що в бельгійському місті Спа. На початку 1907 року лондонська фірма Westminster Bridge Garage закупила невелику партію топових чотирициліндрових автомобілів моделі 40/60HP, які обслуговували ВІП-клієнтів за маршрутом: лондонський готель «Рітц» — паризький готель «Рітц», експрес-поїздки тривали біля дванадцяти годин, зате клієнт міг зупинитися в будь-який момент, на відміну, якби він подорожував на поїзді.
У 1907 році Ріголлі бере участь Гран-прі АКФ в Дьєпі, однак вибуває з гонки, в квітні того ж року проходить друга Тарга Флоріо, куди вирушають Дюрест, Девітт і Фор. Найкращим з них стає Дюрест, який прийшов до фінішу 14, Фор приходить 29 з тридцяти учасників, Девітт зовсім сходить з дистанції, ну а виграли в ТФ по праву італійські екіпажі, що виступали на FIAT — Фелічче Наццаро та Вінченцо Лянча, замикав трійку лідерів Моріс Фабрі на Itala.

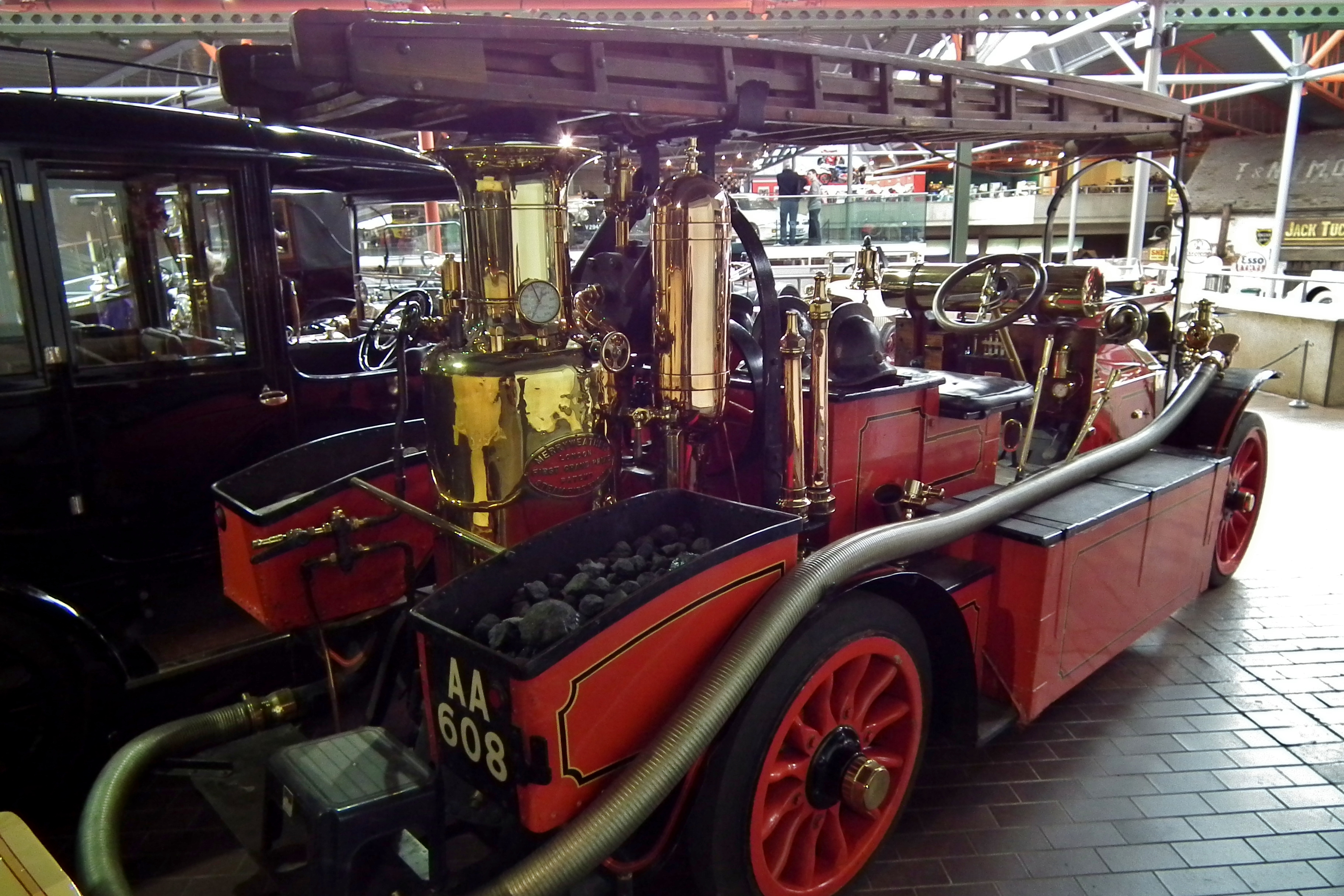
Gobron-Brillie 40/60HP

У серійному виробництві з'являється модель 24CV, рама якої була нарешті зроблена із штампованої сталі, до того ж мотор оснастили магнето фірм Simms-Bosch або Eiseman, для фірми Gobron-Brillie це було прогресом, оскільки вона залишилася однією з небагатьох, яка використовувала трубчасті рами та запалювання від котушки, працюючої від акумулятора. 1908 року з'являється 6-циліндрова модель 70/90CV з гігантським 16-літровим мотором, але машина практично не мала попит, оскільки було мало охочих купити настільки потужну машину, яка була здатна на швидкість до 150 км на годину. Як жартувала преса того часу: «Кожному покупцеві треба відразу вручати медаль „За мужність і самовідданість“». На щастя, економічну стабільність фірмі забезпечували її слабші моделі — 2.6 л 12CV (15/20HP в Англії) і 4.6-літровий 22CV.
У 1911 році Гюстав Гоброн вирішує замінити надпотужний 16-літровий апарат на спокійніші 4-циліндрові моделі 30/40CV з 8.2-літровим мотором і 40/50CV з 9.5 л двигуном. Другий автомобіль бере участь у Ралі Монте-Карло, де Асп'яцу, що стартував з Парижа і подолав 1 020 кілометрів, отримує друге місце, переможцем у тих шоу-ралі став Руж'є, що виступав на Turcat-Mery 25CV. В Ралі Монте-Карло було не важливо, чи прийшов ти першим, оскільки судді оцінювали зовнішній вигляд кузова, місткість салону, комфорт і т. д.. Тому не дивно, що німець фон Есмарх, що подолав 1700 км (стартувавши з Берліна) і прийшов до фінішу першим на німецькому Dürkopp, закотив великий скандал, коли за підсумками суддівства він зайняв всього шосте місце. Наприкінці вересня 1911 року в віці 65 років від інфаркту помирає сенатор Арденн і засновник компанії Гюстав Гоброн, його місце біля керма компанії займає його син Жан.
Жан Гоброн захоплювався авіацією і вважався одним з піонерів Франції в цьому питанні. Наприклад, йому належав авіаційний рекорд швидкості. До того ж саме Жан, який, крім усього, був ще й мером Бузансі, був ініціатором виробництва авіаційних моторів фірмою батька, які встановлювалися не тільки на літаки братів Райт, але і на літаки Габріеля Вуазена, на яких Жан Гоброн і ставив свої рекорди. Гоброн-молодший вирішує залишити у виробництві тільки три моделі: 12/20CV з шестилітровим 35-сильним мотором, модель 20/30CV і 40/50CV з 8.7-літровим двигуном.

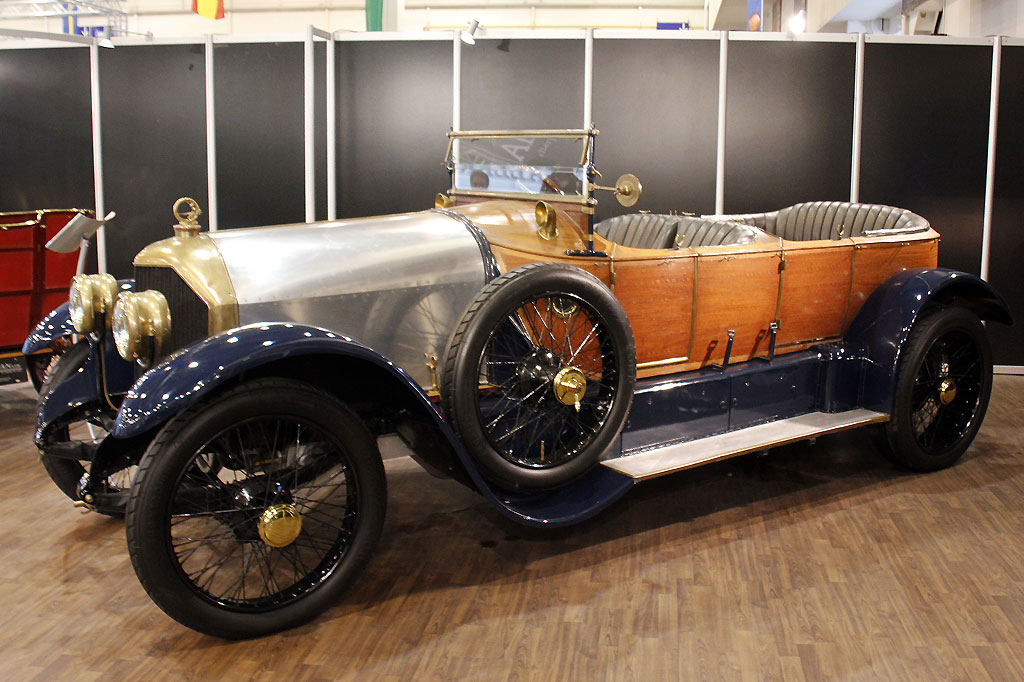
Наймолодша модель в гаммі фірми Gobron Brillie — Туре 12/20CV з кузовом типу Skiff виробництва фірми J.Rothschild & Fils

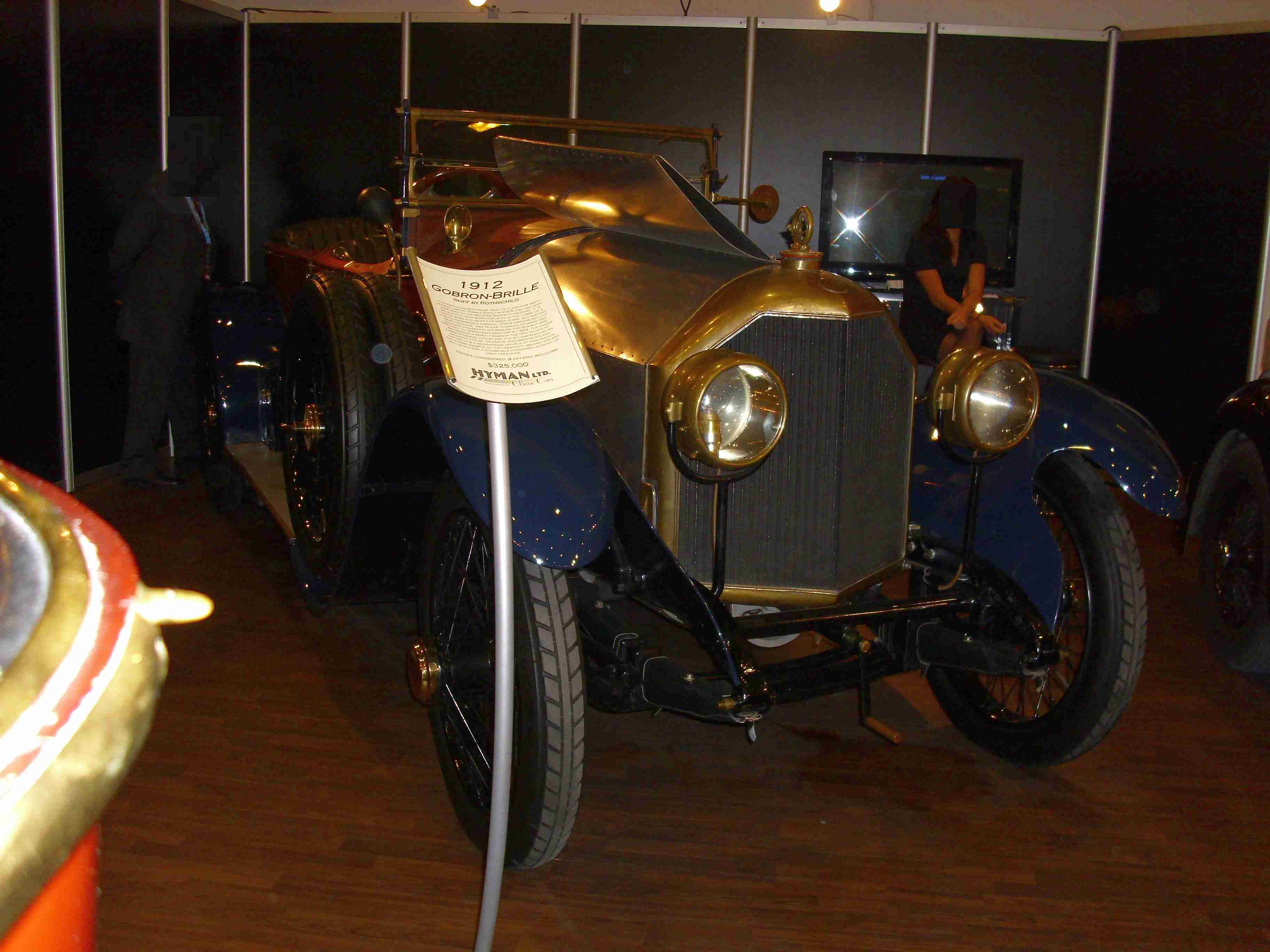
Gobron Brillie 12/20CV з кузовом типу Skiff виробництва фірми J.Rothschild & Fils

Перший пропонувався тільки з карданною трансмісією і мотором, оснащеним карбюратором Claudel, дві інші могли мати як карданну, так і подвійну ланцюгову передачу, а двигуни комплектувалися тільки карбюраторами власної конструкції. потужніші моделі також були оснащені запатентованим конусним дводисковим зчепленням, перший диск приводився в дію при рушанні, другий, трохи більший за діаметром, накладався на перший при перемиканні передачі, що дозволяло перемикати передачі настільки плавно, на скільки це було можливо. Крім цього у автомобілів було два педалі гальм: один приводив у дію задні барабанні гальма, другий блокував коробку передач. До 1914 року модельний ряд не змінювався, лише у моделей 12/20CV і 20/30CV в задньому редукторі з'явилися косозубі передачі, що поставлялися фірмою Андре Сітроена. З початком військових дій Жан Гоброн вирішує зайнятися виробництвом снарядів (саме на снарядах круто піднявся Андре Сітроен під час Першої світової війни), він замовляє обладнання для їх виробництва в США, проте заздалегідь оплачений товар не доходить до замовника, оскільки судно, що перевозило його, було торпедоване німецьким підводним човном. Цей факт сильно б'є по фірмі, що витратила солідні накопичення, незабаром фірма була на межі розорення, однак рятували становище поставки вантажівок для військових Франції.

## Автомобілі Gobron
Після війни компанія була реорганізована, з її назви пропало прізвище Ежена Брійе, і називалася вона тепер Automoibles Gobron, штаб-квартира фірми також переїжджає в Леваллуа-Перре. На бульварі Повстання, де вони тепер влаштувалися, слідом один за одним розташовувалися контори автомобільних фірм Bignan, Sigma, Bellanger, Causan, Rosengart і Rolland-Pilain. Не дивлячись на те, що ринок післявоєнної Європи сильно мутував і попитом користувалися тепер дешеві й малолітражні машини, Gobron вирішила іти по своїй лінії. 1921 року на ринок випускається 7.5 л 6-циліндровий автомобіль Type 25CV з гігантською колісною базою, до чотирьох метрів бракувало всього чотирьох сантиметрів, мотор колишньої конструкції був оснащений аж трьома карбюраторами, барабанними гальмами були оснащені всі чотири колеса. Але, що не дивно, наддорога машина абсолютно не мала попит в післявоєнній Європі, тому вже через рік вона поступається місцем дешевим моделям 8CV і 10CV з 1.3 і 1.5-літровими двигунами від фірми Chapuis-Dornier, однак це стало фатальним кроком. Автомобілі марки Gobron втрачають свою конструктивну унікальність, а разом з нею — і своїх прихильників, тих рідкісних фанатів, які купували Gobron за їх незвичайні двопоршневі двигуни. Щоб відхреститися від цих машин, Гоброн вирішує продавати їх під маркою Stabilia, яка існувала з 1903 року і була торговою назвою продукції фірми Vrard et Cie, та своєю чергою теж переживала не найкращі часи, тому пішла на угоду.

## Припинення виробництва автомобілів. Закриття компанії
Сімейні заощадження Гоброна поступово стали закінчуватися, утримувати фірму було все складніше, але, тим не менш, в 1928 році виходить в світ нова модель CA4 Turbo Sport. Її півторалітровий мотор був оснащений Шарлем Шабрероном, який працював раніше в автомобільній компанії Etablissement Henri Précloux, компресором Cozette, що дозволяло зняти з двигуна 88 к.с.. Автомобіль, що розвивав 170 км на годину, займає перше місце в шестигодинному марафоні в Булоні, проте успіх машини залишається непоміченим, до 1930 року виготовляється всього близько двохсот п'ятдесяти машин, з них лише шість з компресорним двигуном. У кризовому 1930 році компанія отримує замовлення всього на два автомобіля, після чого Жан Гоброн вирішує закрити збиткове підприємство.

## Список автомобілів Gobron-Brillié
- 1898 — Gobron-Brillié 8CV
- 1902 — Gobron-Brillié 18CV
- 1904 — Gobron-Brillié 12CV
  - Gobron-Brillié 24/35CV
  - Gobron-Brillié 110CV
- 1906 — Gobron-Brillié 40/60CV
  - Gobron-Brillié 60/75CV
- 1907 — Gobron-Brillié 24CV
- 1908 — Gobron-Brillié 70/90CV
  - Gobron-Brillié 22CV
- 1911 — Gobron-Brillié 30/40CV
  - Gobron-Brillié 40/50CV
- 1912 — Gobron-Brillié 12/20CV
  - Gobron-Brillié 20/30CV

## Список автомобілів Gobron
- 1921 — Gobron 25CV
- 1922 — Gobron 8CV
  - Gobron 10CV
- 1928 — Gobron CA4 Turbo Sport